# ペトロジリア
ペトロジリア（Petro Zillia）は、イスラエル出身のデザイナー、ノニー・トクターマン（Nony Tochterman）によって1996年に創立されたアメリカ合衆国のアパレルブランド。2006年、カリフォルニア州ロサンゼルスにショップがオープンした。
2005年、ノニー・トクターマンがL.Aファッションアワード（LA Fashion Awards）でMoss Adams Fashion Innovator (MAFI)を受賞し、
パリス・ヒルトンやリンジー・ローハン、スカーレット・ヨハンソン、ミーシャ・バートン、マドンナらセレブが愛用していると知られ、「Vogue」や「ELLE」などのファッション誌でも特集が組まれた。
2011年にはファストファッションブランドFOREVER 21とのコラボレーションも予定されている。

## 参照
1. ↑  "Nony Tochterman for Petro Zillia"  Fashion Windows Fall 2004
2. ↑  "LA Fashion Awards 2005" By Grace Cerrone
3. ↑  "Los Angeles Times" January 30, 2011